# اتسوشی وچی‌یاما
اتسوشی وچی‌یاما (به انگلیسی: Atsushi Uchiyama) بازیکن فوتبال اهل ژاپن و عضو تیم ملی فوتبال ژاپن است که در تاریخ ۳۰ سپتامبر ۱۹۸۴ میلادی اولین بازی ملی‌اش را انجام داد. او در ۲ بازی ملی حضور داشت و آخرین بازی ملی خود را در تاریخ ۲۳ فوریه ۱۹۸۵ میلادی انجام داد. اتسوشی وچی‌یاما در بازی‌های ملی‌اش
گلی به ثمر نرساند.